# Heterodonts (subclasse)
Els heterodonts (Heterodonta) són una subclasse de mol·luscs en la classe Bivalvia.

## Característiques
Aquests bivalves es distingeixen per tenir les dues valves de la mateixa mida i la xarnera amb poques dents cardinals separades nombroses dents laterals llargues. La conquilla no té capa de nacre, i les brànquies tenen forma de lamel·librànquia. La majoria de les espècies tenen un sifó.

## Taxonomia
Els heterodonts inclouen tres ordres i tres famílies sense assignar:
- Família Cycloconchidae †
- Família Lyrodesmatidae †
- Família Redoniidae †
- Ordre Hippuritoida † (rudistes)
- Ordre Myoida (típiques cloïsses i afins),
- Ordre Veneroida (escopinyes i afins).